# Gråhuvad sångare
Gråhuvad sångare (Phylloscopus xanthoschistos) är en asiatisk fågel i familjen lövsångare inom ordningen tättingar.

## Utseende och läte
Gråhuvad sångare är en liten (10-11 cm), karakteristisk trädlevande sångare med lysande gul undersida som saknar både ögonring och vingband som andra liknande arter. Den har grått på hjässa, nacke och huvudsidor, mörkare grått ögonstreck och längsgående hjässband samt ett vitaktigt ögonbrynsstreck. Sången är en ideligen upprepad, kort och diskant fras: "ti-tsi-ti-wee-ti" eller "tsi-weetsi-weetsi-weetu-ti-tu". Bland lätena hörs ett klart "tyee-tyee" eller ett "psit-psit".

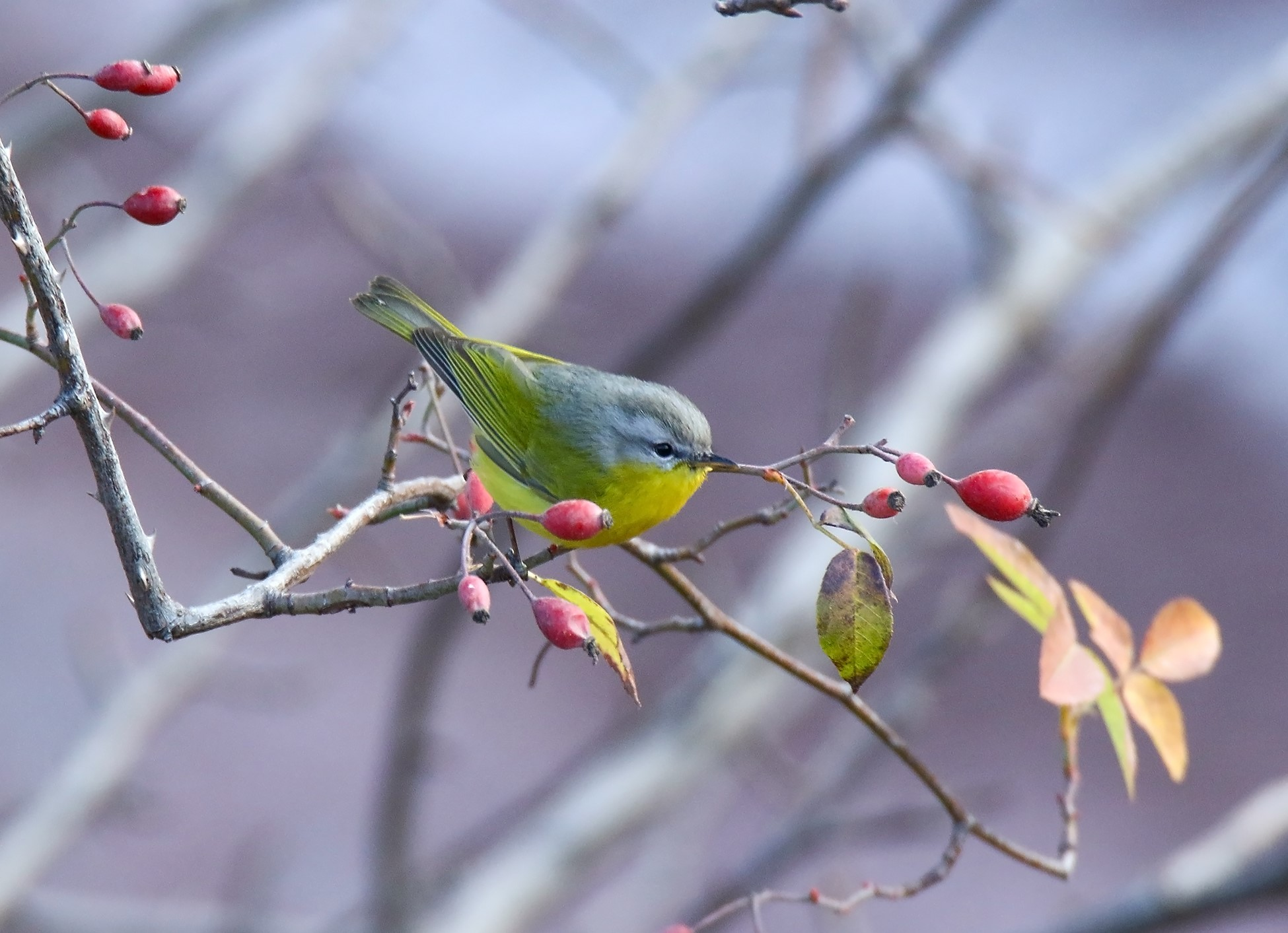

## Utbredning och systematik
Gråhuvad sångare delas upp i fem underarter med följande utbredning:
- Phylloscopus xanthoschistos albosuperciliaris – förekommer i norra Pakistan (österut från Kohat), Kashmir och norra Indien österut till västra Nepal

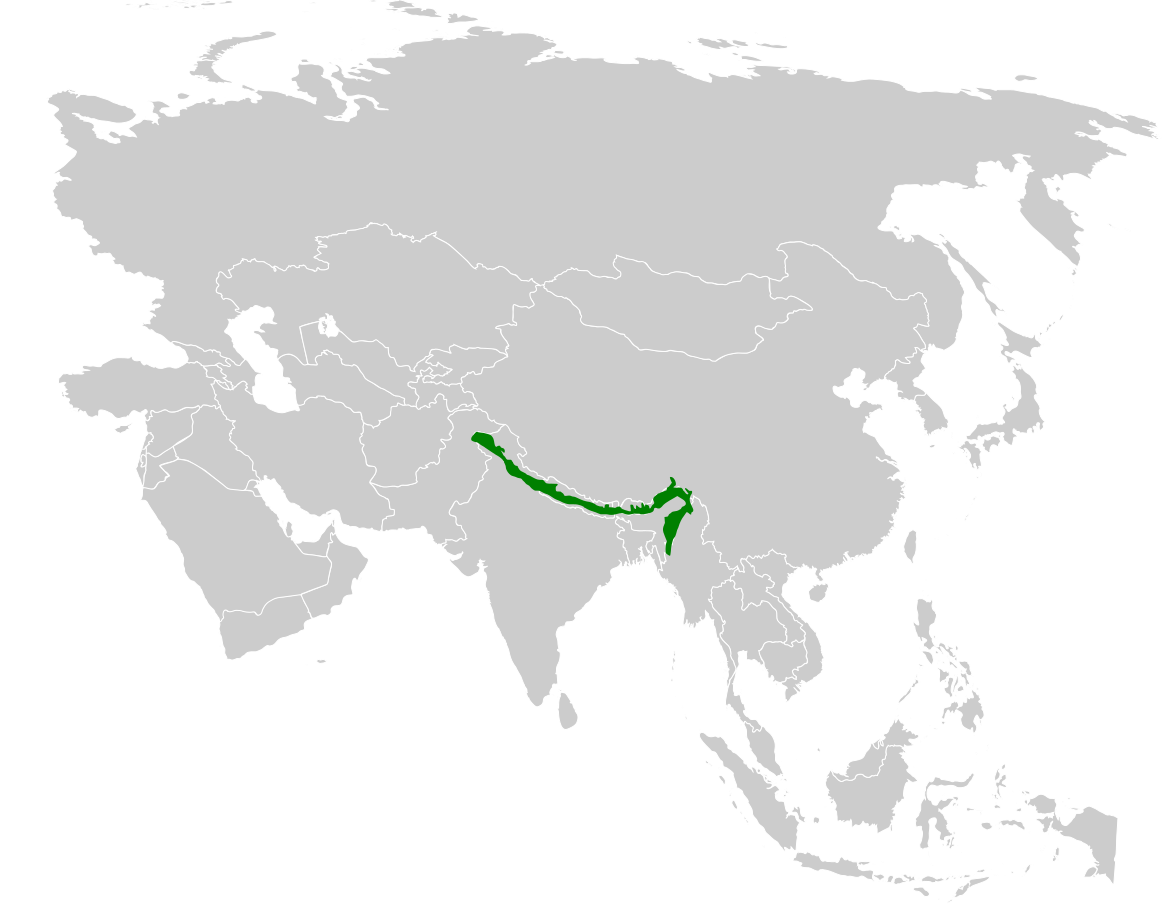
Utbredningsområdet för gråhuvad sångare.

- Phylloscopus xanthoschistos xanthoschistos – förekommer i västra och centrala Nepal
- Phylloscopus xanthoschistos jerdoni – förekommer i östra Nepal, allra sydligaste Kina (södra Tibet), Bhutan och nordöstra Indien österut till Arunachal Pradesh
- Phylloscopus xanthoschistos tephrodiras – förekommer från nordöstra Indien (Assam, Nagaland och Manipur) till Myanmar
- Phylloscopus xanthoschistos flavogularis – förekommer från nordöstra Indien (Abor och Mishmi hills) till norra Myanmar

### Släktestillhörighet
Tidigare placerades arten bland bambusångarna i släktet Seicercus. DNA-studier visar dock att arterna i Seicercus inte är varandras närmaste släktingar, där vissa arter istället står närmare arter i Phylloscopus. Olika auktoriteter hanterar detta på olika vis. De flesta expanderar numera Phylloscopus till att omfatta hela familjen lövsångare, vilket är den hållning som följs här. Andra flyttar ett antal Phylloscopus-arter till ett expanderat Seicercus.

### Familjetillhörighet
Lövsångarna behandlades tidigare som en del av den stora familjen sångare (Sylviidae). Genetiska studier har dock visat att sångarna inte är varandras närmaste släktingar. Istället är de en del av en klad som även omfattar timalior, lärkor, bulbyler, stjärtmesar och svalor. Idag delas därför Sylviidae upp i ett antal familjer, däribland Phylloscopidae. Lövsångarnas närmaste släktingar är familjerna cettior (Cettiidae), stjärtmesar (Aegithalidae) samt den nyligen urskilda afrikanska familjen hylior (Hyliidae).

## Levnadssätt
Gråhuvad sångare förekommer i både städsegrön och lövfällande skog från 1065 till 2105 meters höjd. Den födosöker mycket aktivt halvhögt i träden på jakt efter nästan uteslutande spindlar och insekter, ofta i artblandade flockar. Fågeln häckar mellan mars och augusti och bygger ett kupolformat bo som placeras på marken, vari den lägger tre till fem rätt glansigt vita ägg.

## Status och hot
Arten har ett stort utbredningsområde, men tros minska i antal, dock inte tillräckligt kraftigt för att den ska betraktas som hotad. Internationella naturvårdsunionen IUCN listar arten som livskraftig (LC).  Världspopulationen har inte uppskattats men den beskrivs som vanlig och vida spridd i kärnområdet, men ovanlig i östra och västra delen av utbredningsområdet.